# Leb die Sekunde – Behind the Scenes
Leb die Sekunde - Behind The Scenes – DVD Tokio Hotel. Wydawnictwo, obok materiału na wyłączność, zawiera wspólne prywatne nagrania ze studia. 
Całkiem szczególnym bonusem jest "Wasze 20 Pytań"; Bill, Tom, Gustav i Georg musieli odpowiedzieć na 20 osobistych i wyczerpujących pytań. DVD zawiera również klipy "Durch den Monsun" i "Schrei". 
W DVD również znajdzie się galeria zdjęć, oraz występy w TV.

## Lista utworów
1. "Der Anfang - Bewegt"
2. "Der Anfang - Festgehalten"
3. "Stars For Free 2005, Magdeburg"
4. "Tag der deutschen Einheit '05, Poczdam"
5. "Making Of "Schrei" - Video"
6. "Eure 20 Fanfragen"
7. "The Dome 2005, Erfurt"
8. "Comet 2005"
9. "Bildergalerie"
10. "Video Durch den Monsun"
11. "Video Schrei"